# Microsoma vicina
Microsoma vicina là một loài ruồi trong họ Tachinidae.